# آتشفشان آننیمد (ایبوگوس)
آتشفشان آننیمد (به لاتین: Unnamed volcano) یک کوه در فیلیپین است که در دره کاگایان واقع شده‌است.